# Beli Kamen (gmina Lučani)
Beli Kamen (cyr. Бели Камен) – wieś w Serbii, w okręgu morawickim, w gminie Lučani. W 2011 roku liczyła 466 mieszkańców.